# Jacques de Lacretelle

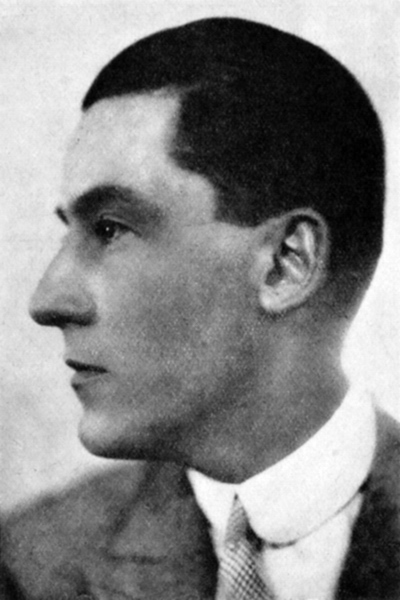
Jacques de Lacretelle

Jacques de Lacretelle (* 14. Juni 1888 in Cormatin; † 2. Januar 1985 in Paris) war ein französischer Schriftsteller.
Lacretelle schrieb Romane, Erzählungen, Novellen und Dramen. Sein Roman Silbermann wurde 1922 mit dem Prix Femina ausgezeichnet. Als Vorbild für den tragischen Helden des Romans diente der Lyriker Henri Franck. Die Fortsetzung von Silbermann erschien 1929 unter dem Titel Le retour de Silbermann.
1936 wurde er zum Mitglied der Académie française gewählt.
Jacques de Lacretelle hatte großen Einfluss auf die Entwicklung der französischen Presse (Le Figaro, Libération).

## Werke
- Die unruhige Jugend des Jean Hermelin (dt. 1930)
- Silbermann (1922, dt. 1924). Neuauflage: Silbermann. Roman. (Aus dem Französischen und mit einem Nachwort von Irène Kuhn und Ralf Stamm), Lilienfeld Verlag, Düsseldorf 2011, ISBN 978-3-940357-21-2 (Lilienfeldiana Bd. 10)

- Kreuzweg der Ehe (dt. 1931)
- Griechenland (dt. 1955)
- Michelangelo (dt. 1963)